# Horacio Serpa
Horacio Serpa Uribe (Bucaramanga, 4 de enero de 1943 - 31 de octubre de 2020) fue un político colombiano.
Fue candidato a la Presidencia de la República en 1998, 2002 y 2006 por el Partido Liberal Colombiano. Fue elegido gobernador del departamento de Santander para el periodo 2008-2011 y senador de la República para el período que comprende desde el 2014-2018.
Padre del político colombiano, Horacio José Serpa.

## Biografía
Hijo de Rosa Uribe, maestra de escuela, y de José Serpa García, que aunque no había estudiado Derecho aún, fue un apasionado por las leyes y redactaba memoriales, en el colegio conoció a Alfonso Valdivieso y Alberto Montoya Puyana, estudió bachillerato en el Colegio de Santander en Bucaramanga. En 1960 Serpa ingresa a la Universidad del Atlántico en Barranquilla donde estudió Derecho y Ciencias políticas.
Vivió en Barrancabermeja durante 30 años, donde se casó con Rosita Moncada en 1972. Allí nacieron sus tres hijos, Sandra –casada con Andrés Fuentes--, Rosita y Horacio José. Tiene dos nietos.
Fue columnista en los diarios Vanguardia Liberal, La Tarde, El Universal, El Nuevo Día, Diario del Sur, La Nación. Diario El Frente, Revista CAMBIO, Diario el Nuevo Siglo. También fue profesor de Coyuntura Política en la Universidad de los Andes; Profesor Invitado en el Centro de Estudios Latinoamericanos David Rockefeller, Universidad de Harvard; Profesor en la Universidad Cooperativa; conferencista cursos y diplomado Universidad Distrital y Universidad Nacional Abierta y a Distancia. Conferencista nacional e internacional en diversas Universidades y Centros de Altos Estudios.
Fue docente titular de la cátedra de Derecho Constitucional Colombiano en la Universidad Libre (Colombia).
Horacio Serpa Uribe, transitó por los tres poderes públicos de Colombia. Después de graduarse como abogado, ingresa en la rama Judicial, en su natal departamento de Santander. Allí cumplió su judicatura rural como Juez Promiscuo Municipal de Tona, luego fue Juez Penal de San Vicente de Chucurí, Juez Civil Municipal de Barrancabermeja, Investigador Criminal de Santander, Juez Penal del Circuito y Juez Superior de Barrancabermeja. Durante este periodo, Serpa comienza a mostrar sus intereses políticos y participó activamente como miembro de las juventudes del Movimiento Revolucionario Liberal fundado por el futuro Presidente Alfonso López Michelsen.
A inicios del año 2019 en un chequeo médico rutinario le fue diagnosticado un cáncer de páncreas con varias metástasis. Falleció el 31 de octubre del 2020 después de una larga batalla contra la enfermedad.

## Trayectoria política

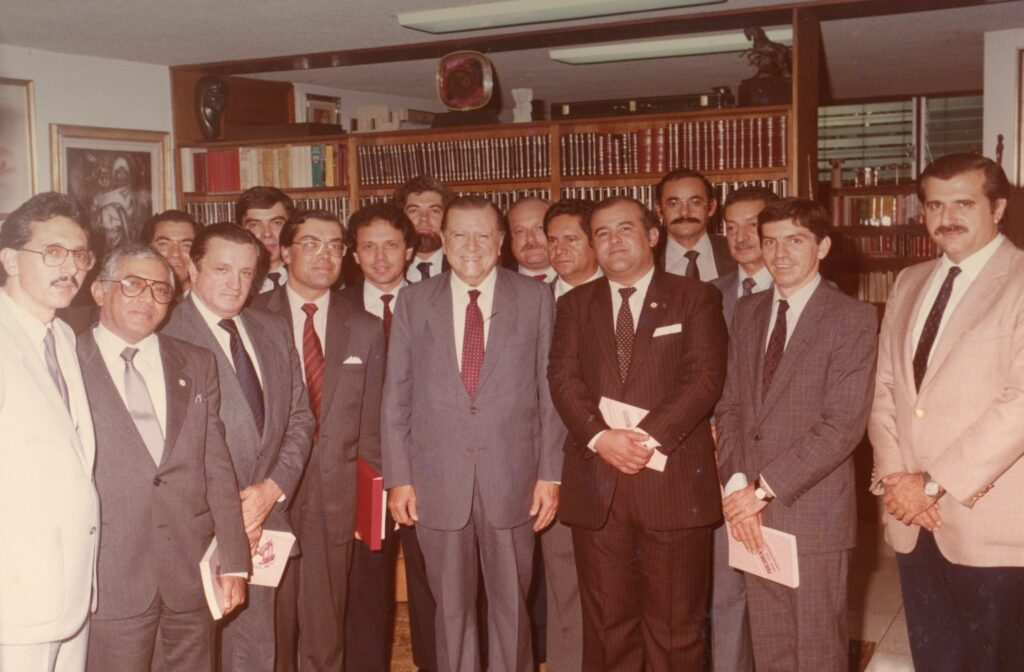
Serpa en 1985 junto a otros parlamentarios incluido César Gaviria, visitando al expresidente venezolano Rafael Caldera

Serpa, desarrolló su labor política en zonas como el Magdalena Medio,  fue encargado por el patriarca santandereano Alfonso Gómez Gómez como alcalde de Barrancabermeja en 1969. Posteriormente ejerció como concejal de Barrancabermeja, Diputado y Secretario de Educación de Santander. En 1974 llega a la Cámara de Representantes como suplente de Rogerio Ayala.
En 1978 obtiene su escaño en la Cámara como titular, a nombre del movimiento que cofundó en su departamento, llamado Frente de Izquierda Liberal Auténtico (FILA) y adscrito a la línea oficial del partido liberal, con el que defendió sus ideas y enfrentó los avances de los sectores extremistas en el departamento de Santander. En 1981 conoce a Ernesto Samper, en momentos en que este se desempeñaba como jefe de debate en la campaña presidencial de Alfonso López Michelsen; un año después es reelecto Representante. En la Cámara de Representantes fue presidente de la Comisión de Acusaciones y presidente de la Comisión del Plan del Congreso. En 1986 es elegido senador de la República y dos años después, tras el asesinato de Carlos Mauro Hoyos es elegido como su sucesor en la Procuraduría General de la Nación; en 1990 ejerce brevemente como Ministro de Gobierno del Presidente Virgilio Barco.
Cuando Samper decide su lanzamiento a la Presidencia de Colombia en el año 1990, Serpa le abre camino en la región de Santander y se convierte en uno de sus aliados políticos; ese mismo año es reelegido senador, pero tras la convocatoria a la Asamblea Nacional Constituyente, renuncia para encabezar la lista del samperismo, obteniendo la votación más alta de su partido. Tras instalarse la Asamblea, Serpa es elegido Copresidente, junto a Álvaro Gómez Hurtado del Movimiento de Salvación Nacional y Antonio Navarro Wolff, de la Alianza Democrática M-19. Como dato curioso, los tres fueron candidatos a la Presidencia de la República en tres ocasiones, sin alcanzar el cargo ninguno de ellos (Gómez en 1974, 1986 y 1990; Navarro en 1990, 1994 y 2006; Serpa en 1998, 2002 y 2006).
En 1992 sirvió como negociador de paz en los fallidos Diálogos de Paz de Tlaxcala, México, entre el gobierno de César Gaviria y la guerrilla.

### Ministro del Interior y Proceso 8000
En las elecciones de 1994, Serpa se convierte en el jefe de debate de la campaña que lleva a ser Presidente de la República a Ernesto Samper. Al asumir el poder, Samper nombra a Serpa como su Ministro de Gobierno. En 1995 Horacio Serpa logra la evolución del Ministerio de Gobierno a Ministerio del Interior, tras la modificación de varias de sus responsabilidades en el gabinete. Tras esto, nombra a Alejandro Acevedo Rueda como su asesor económico, quien junto con Serpa contribuyeron a desarrollar la campaña de Samper en Santander.
Luego de los sonados escándalos del ingreso de dineros del narcotráfico a la campaña «Samper Presidente», denunciados por el entonces candidato Andrés Pastrana mediante el anuncio de entrega de los llamados "narcocassette" el 20 de junio de 1994 en donde el periodista Alberto Giraldo hablaba con los hermanos Rodríguez Orejuela sobre dineros para apoyar la campaña de Ernesto Samper; Serpa tomó el papel principal en la defensa de Samper en el famoso proceso 8000 logrando finalmente la absolución para el presidente por parte de la Comisión de Acusación de la Cámara de Representantes. Por su participación enconada, el gran despliegue noticioso e incluso el desquebrajamiento de la política con los Estados Unidos, Serpa terminó de proyectarse como la principal figura política del Partido Liberal y acuñó una serie de motes  recurrentes en sus intervenciones en el Congreso, tales como "mamola", "contubernio", "ni chicha ni limoná" entre otras.

### Candidato a la Presidencia de Colombia (1998)

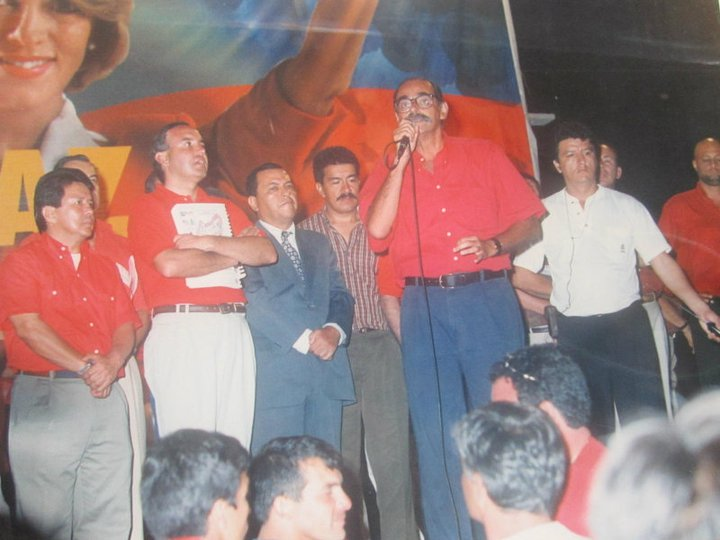
Gustavo Ramos Arjona, Mauricio Jaramillo Martínez y el entonces candidato a la presidencia Horacio Serpa.

En 1997 Serpa renuncia al Ministerio del Interior para emprender su campaña a la Presidencia de la República; su aspiración fue intensamente atacada por una coalición de exclusivos y recalcitrantes sectores de la economía, la academia y en especial el periodismo sesgado, que formaron un bloque denominado "TOCONSER" (Todos contra Serpa), y a la que Serpa los denominó con sus singulares frases como grupo de "amangualados" y "gavilleros".
Así, primero tuvo que enfrentar la precandidatura de Alfonso Valdivieso dentro de su Partido, al que derrotó en convención nacional, siendo elegido Jefe Único del Partido. Luego, Valdivieso adhirió al candidato conservador Andrés Pastrana, quien se convirtió en su principal rival. Serpa escogió como su fórmula para la Vicepresidencia a la exministra María Emma Mejía y pese a tener las encuestas en contra, ganó por ligero margen de 40.000 votos la primera vuelta electoral. En la segunda vuelta Pastrana se impuso sobre Serpa.
En 1999 Serpa entregó la jefatura del Partido Liberal, que quedó en manos de una dirección plural encabezada por el senador Luis Guillermo Vélez; se dedicó entonces a preparar su regreso para las elecciones de 2002.

### Candidato a la Presidencia de Colombia (2002)
Pese a que en el inicio de la campaña electoral Horacio Serpa encabezaba holgadamente las encuestas, el candidato liberal no pudo contener la movilización que apoyaba las propuestas fuertemente militaristas de su excompañero de partido, el exgobernador de Antioquia Álvaro Uribe. Finalmente Uribe es elegido con más del 50% de los votos en primera vuelta, dejando a Serpa en un alejado segundo lugar; tras reconocer su derrota, un Serpa desalentado, según se notaba en su semblante, anunció que no volvería a insistir a la candidatura presidencial. Su compañero como candidato a la Vicepresidencia fue el exmagistrado José Gregorio Hernández Galindo, de ascendencia conservadora.

### Embajador ante la OEA
Meses después de asumir la Presidencia, Uribe le ofrece a Serpa el cargo de Embajador de Colombia ante la Organización de los Estados Americanos (OEA), función que desempeña entre 2002 y 2004. Su paso por la diplomacia le permite complementar su amplia experiencia política y de servicio público.
En 2004 Serpa renuncia y regresa al país, con el ánimo de encabezar nuevamente una elección presidencial, ante el avance en el Congreso, del proyecto de acto legislativo que buscaba permitir la reelección presidencial inmediata. En 2005 fue elegido Vicepresidente de la Internacional Socialista, convirtiéndose en el primer político colombiano distinguido con este cargo; ese mismo año, respalda la elección del expresidente Gaviria como Director Nacional del Partido Liberal, como fórmula para conjurar la unión de sectores que se habían alejado del oficialismo liberal.

### Candidato a la Presidencia de Colombia (2006)
El 12 de marzo de 2006 Horacio Serpa vence en consulta popular a Rafael Pardo, Rodrigo Rivera y Andrés González Díaz, convirtiéndose por tercera vez consecutiva en candidato a la Presidencia por el Partido Liberal. Pero la imagen de desgaste del candidato liberal le impide posicionarse en las encuestas, siendo superado no solo por el reeleccionista presidente Álvaro Uribe, sino por el candidato del Polo Democrático Alternativo Carlos Gaviria; finalmente Uribe fue reelegido y Serpa se convirtió en el primer candidato liberal relegado al tercer puesto en una elección presidencial desde 1918. Su fórmula vicepresidencial fue el ex Constituyente Iván Marulanda, desconocido para la mayoría del público.

### Gobernador del Santander (2008-2012)

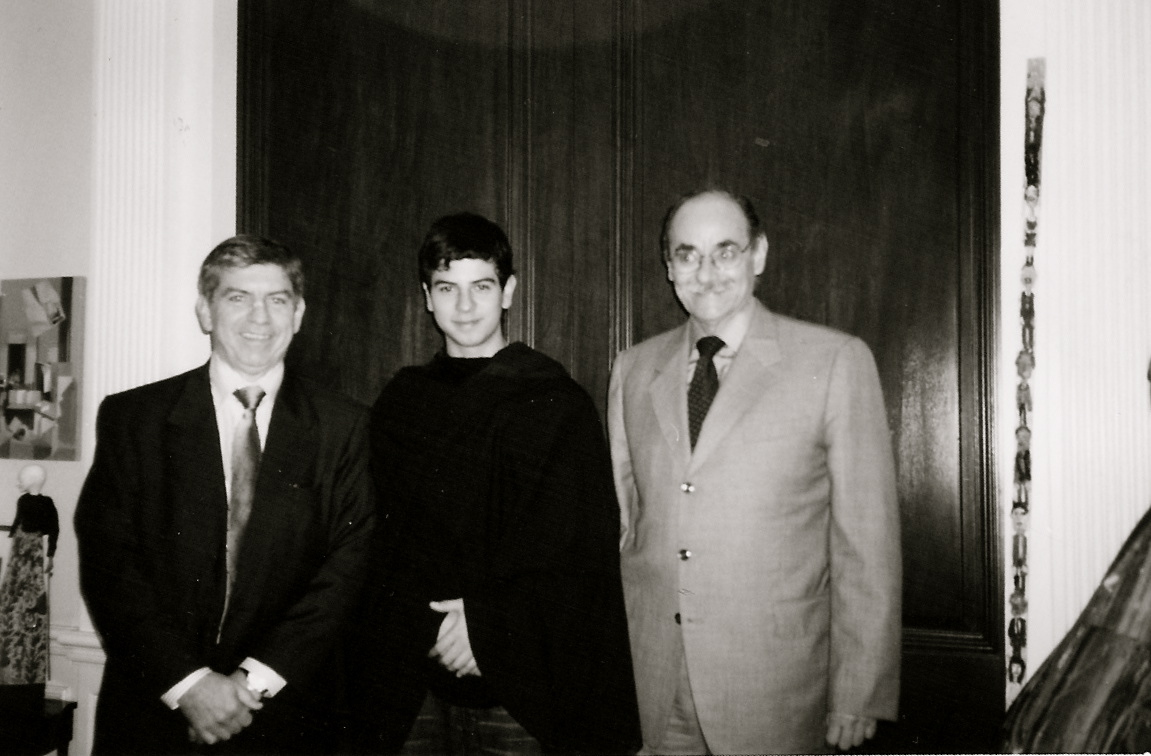
César Gaviria y Horacio Serpa.

A principios de 2007 empieza a rumorarse que un grupo de dirigentes liberales de Santander (Hugo Serrano Gómez, Jorge Gómez Villamizar, entre otros) buscarían que Serpa representara al partido en las elecciones regionales de octubre para gobernador. Solo luego de algunos meses de expectativa respecto a la decisión de postularse, y al ver el eventual respaldo que tendría su aspiración por parte no solo de todo su partido sino de grupos de derecha  como el Partido Conservador y el Partido de la U, Serpa oficializa su aspiración en mayo.; el respaldo de los sectores de derecha se dio debido a las reservas que tenían frente a la candidatura que pudiera imponer el gobernador Hugo Aguilar, miembro del cuestionado partido Convergencia Ciudadana. Desde entonces empezó una polarizada campaña entre Serpa y el candidato de Convergencia Ciudadana, Didier Tavera; el 28 de octubre Serpa logra una muy amplia y holgada victoria electoral, representando todo un sentir general que pedía un cambio en la política regional. El 31 de diciembre de 2007, para iniciar funciones el 1 de enero de 2008, Horacio Serpa tomó posesión como Gobernador de Santander en el Páramo de Berlín, en el corregimiento del mismo nombre, parte del municipio de Tona, donde hacía más de cuarenta años había empezado su carrera pública como juez.

### Senador de la República de Colombia (2014-2018)
Horacio Serpa fue elegido senador de la República en el año 2014 con la votación más alta del Partido Liberal Colombiano, más de 130.000 votos lo avalaron como autoridad gubernamental del país, periodo en el cual se ha desempeñado como Presidente de la Comisión Especial de Paz, apoyando integralmente el Proceso de Paz y el Acuerdo de Paz para la terminación del conflicto y la construcción de una Paz estable y duradera. Igualmente como Vicepresidente de la Comisión Primera ha desarrollado un papel fundamental llevando el liderazgo de la consolidación de la Jurisdicción Especial para la Paz.

### Obras publicadas
- Escritos para la paz, Ed. Fundación Valle Popular, Cali, 1988.
- Una política la Convivencia, Ed. Ministerio del Interior, Bogotá, 1995
- Una gestión para la paz, Ed. Ministerio del Interior, Bogotá, 1996
- Reforma Administrativa del Ministerio del Interior, Ed. Ministerio del Interior, Bogotá, 1995
- La Reforma Política, Ed. Ministerio del Interior, Bogotá, 1995
- La Oposición Patriótica, Partido Liberal Colombiano. Ed Gente Nueva. Bogotá, 1999
- Testimonio de Solidaridad con la Democracia. Ed Prolibros. Bogotá, 2001
- El Compromiso Social, Ed Prolibros. Bogotá. 2002